# Szymon bar Jochaj
Szymon bar Jochaj (hebr. ‏רבן שמעון בר יוחאי‎, Rabban Szimon bar Jochaj; znany pod akronimem Raszbi lub także krótko Jochaj) (ur. ok. 100, zm. 160) – rabin, czynny w II wieku; Miszna często określa go po prostu mianem Rabin Szymon. Był słynnym tannaitą, uczniem rabina Akiby ben Josefa. Tradycja przypisuje mu autorstwo księgi Zohar, która do dziś pozostaje podstawowym tekstem żydowskiej mistyki i kabały.

## Życiorys
Ani data, ani miejsce narodzin rabina Szymona bar Jochaja nie są znane – prawdopodobnie było to około 100 roku w Galilei. Według żydowskiej tradycji przez trzynaście lat uczył się przy rabinie Akibie ben Josefie w winnicach w rejonie osady Bene Berak, w rządzonej przez Rzymian Palestynie. Później studiował w Jawnem przy rabinach Gamalielu II i Ananiaszu. Gdy po przegranym przez Żydów powstaniu Bar-Kochby (132–135) rabin Akiba został uwięziony, Szymon bar Jochaj znalazł sposób, aby wejść do więzienia. W 135 roku rabin Akiba zginął śmiercią męczeńską. Wywarło to silne wrażenie na Jochaju. Około półtora roku później skrytykował działalność żydowskich instytucji współpracujących z władzami rzymskimi. W owym czasie dekrety cesarza Hadriana zakazywały większość judaistycznych praktyk religijnych. Jego słowa dotarły do rzymskiego gubernatora Warusa, który zaocznie skazał Szymona na śmierć. Z tego powodu Jochaj wraz z synem musieli ukrywać się przez trzynaście lat w jaskini niedaleko miasta Peki’in. Po śmierci cesarza Hadriana w 138 roku zniesiono większość jego dekretów, i wówczas Jochaj mógł wyjść z ukrycia. Udał się do Tyberiady, gdzie według tradycji dokonał licznych cudów. Miasto to zostało założone przez króla Heroda Antypasa na miejscu, w którym wcześniej odbywały się liczne pochówki zmarłych. Ciał zmarłych nie usunięto, a o miejscach pochówków zapomniano. Z tego powodu Tyberiada była uznawana przez Żydów za miasto nieczyste. Według tradycji, Jochaj po przyjściu do miasta sadził we wszystkich podejrzanych miejscach łubin. Tam, gdzie się zakorzenił, tam pod spodem znajdywano grób. Ciała zmarłych były następnie ekshumowane i pochowane w innym miejscu. W ten sposób Tyberiada została z punktu widzenia judaizmu oczyszczona. Rabin Jochaj udał się następnie w pobliże góry Meron, gdzie założył szkołę talmudyczną Tekoa. Prawdopodobnie z przyczyn politycznych nie dołączył do Sanhedrynu w Usza. Razem z delegacją rabinów udał się jednak do Rzymu, gdzie prosił o odwołanie cesarskiego zakazu obchodzenia szabatu i obrzezania. Cesarz Marek Aureliusz okazał mu dużą przychylność, chociaż nie zniósł wszystkich zakazów nałożonych na Żydów. Jochaj zmarł w 18. dniu miesiąca ijar 160 roku – w dniu współczesnego żydowskiego święta Lag ba-Omer. Według tradycji, w dniu śmierci, Jochaj miał objawić mistyczne tajemnice, które stanowiły podstawę napisania księgi Zohar. Został pochowany na górze Meron w Górnej Galilei.

## Publikacje
Rabinowi Jochaj przypisuje się napisanie dzieła Sifre, będącego halachicznym midraszem do 4 i 5 Księgi Mojżeszowej. Drugim jego dziełem była Mechilta de-Rabbi Szymon, będąca midraszem do 2 Księgi Mojżeszowej. Najściślej nauki rabina Jochaja zostały przedstawione w hagadzie Agada der Tannaiten (s. 70–149). Kiedy Talmud przypisuje jakąś naukę rabinowi Szymonowi bez podania, o jakiego rabina Szymona chodzi, to zawsze odnosi się do Rabbana Szymona bar Jochaja. Wiele z jego wypowiedzi w pełni pokrywały się z Torą, która według niego, powinna być głównym celem życia człowieka. Pomimo nacisku kładzionego na modlitwy (szczególnie na Szema Jisrael) mówił, że „nie należy przerywać nauki Tory” (Jer. Hag. Ii. 77a). Mówił, że „są trzy korony”, a „pierwszą jest Tora” (Ab. iv. 13). Swoje mowy lubił kończyć zdaniem, że oprócz studiowania prawa, należy wykonywać polecenia, za pomocą których można nabyć dobre imię.
W połowie VIII wieku ukazało się działo zatytułowane Tajemnice rabina Szymona ben Jochaja, które przedstawia judaistyczną mesjańską interpretację arabskich podbojów z początku VII wieku. W XIII wieku żydowski kabalista rabin Mojżesz ben Szem Tow powiedział, że rabin Jochaj był autorem księgi Zohar, która do dziś pozostaje podstawowym tekstem żydowskiej mistyki i kabały. Jednak autentyczność tego roszczenia została zakwestionowana zarówno przez świeckich jak i religijnych uczonych.

## Znaczenie
Rocznica śmierci rabina jest powszechnie uznawana przez Żydów jako święto (Jom Hillula), obchodzone pod nazwą Lag ba-Omer. W tradycji żydowskiej jest to idealny dzień na zawarcie małżeństwa, ponieważ śmierć Szymona ben Jochaja jest interpretowana jako zaślubiny duchowe z Bogiem. Istnieje szeroko przyjęty zwyczaj obchodzenia święta Lag ba-Omer w miejscu pochowania rabina na górze Meron. Tysiące ludzi gromadzi się wówczas na tej górze, pali ogniska, śpiewa pieśni i ucztuje. Według kabalistycznej tradycji rabin Jochaj dał światu duchowe światło objawienia księgi Zohar, dlatego palone w dzień jego śmierci ogniska symbolizują wpływ jego nauk na ludzi. Zwyczaj ten dotyczy głównie chasydów, jednak praktykują go także inni Żydzi w całym Izraelu i w diasporze.
Spadkobiercami nauk rabina Jochaja był jego syn, rabin Eleazar ben Szymon. Jednym z jego najwybitniejszych uczniów był rabin Juda ha-Nasi.